# نایف حواتمه
نایف حواتمه (عربی: نايف حواتمة؛ زادهٔ ۱۷ نوامبر ۱۹۳۵ در شهر السلط در اردن) دبیرکل جبهه دموکراتیک برای آزادی فلسطین است که در سال ۱۹۶۹ تأسیس شد. وی یکی از رهبران اولیه در سازمان آزادی‌بخش فلسطین و از مخالفین پیمان اسلو بود. او در سپتامبر ۱۹۶۹ به همراه یاسر عرفات، سازمان آزادی‌بخش فلسطین را برای دومین بار تأسیس کرد.

## زندگی و تحصیلات
نایف حواتمه در سال ۱۹۳۵ در شهر السلط در اردن و در یک خانواده روستایی مسیحی ارتودکس زاده شد. حواتمه تحصیلات متوسطه خودش را در عمان اردن به پایان برد. در دانشگاهی در قاهره در رشته پزشکی مشغول به تحصیل شد که البته بخاطر وضعیت سیاسی و ملی تحصیلاتش را نیمه تمام رها کرد. بعد از ده سال مجدد تحصیلاتش را در رشته روان‌شناسی در دانشگاهی در بیروت از سر گرفته و در مسکو آن را تکمیل کرده دکترا گرفت.

## فعالیت‌های مبارزاتی
نایف حواتمه در سال ۱۹۵۸ در شمال لبنان جبهه مبارزه مشترکی را با رشید کرامی و حزب او بنام جنبش آزادی عربی و با احزاب بعث تشکیل داد و متعاقباً بعد از انقلاب ۱۴ تموز ۱۹۵۸ در عراق به این کشور منتقل شد و مسئولیت کامل جنبش ملی گرایان عرب در عراق را بعهده گرفت. او به دلیل درگیریش با عبدالکریم قاسم رئیس‌جمهور تازه به حکومت رسیده در عراق دستگیر و مدت ۱۴ ماه را در زندان به‌سر برد. وی در زندان با تعدادی از شخصیتهای عراقی که بعدها در عراق نقش برجسته بودند مانند عبدالسلام عارف، احمد حسن البکر رابطه برقرار نمود. نایف حواتمه بعد از کودتای ۱۹۶۳ در عراق علیه عبدالکریم قاسم از زندان آزاد شد و نشریه «الوحده» را منتشر کرد که ۲۷ روز بیشتر دوام نیاورد و توسط دولت عراق بسته شد. وی مجدداً در دوران ریاست جمهوری عبدالسلام عارف به دلیل انتشار نشریه و وابستگی اش به جنبش ملی گرایان عراق دستگیر و به مصر و سپس به لبنان تبعید شد. او در سال ۱۹۶۹ جبهه دموکراتیک برای آزادی فلسطین را تأسیس کرد و به عنوان یکی از ارکان ائتلاف سازمان آزادیبخش فلسطین نقش اساسی در انقلاب فلسطین ایفا کرد و در نبردهایی که علیه اشغالگری در فلسطین و همچنین اردن و لبنان جریان داشت شرکت کرد. حواتمه در سال ۱۹۷۰ که دولت اردن جنگ همه‌جانبه ای را علیه مقاومت فلسطین ترتیب داد، حکم دستگیری او را صادر کرد. این حکم متعاقباً توسط ملک حسین لغو گردید و او توانست بار دیگر به اردن برگردد.

## راه حل مذاکره
او از اولین کسانی بود که به حل مسئله فلسطین بر اساس قطعنامه‌های سازمان ملل و حل و فصل سیاسی مسائل در گفتگو با اسرائیل فرا خواند. شعار وی این بود «بیایید تا شمشیرها را به داس تبدیل کنیم».

## حواتمه روشنفکر
نایف حواتمه یک روشنفکر با گرایشهای چپ مارکسیستی بود. او عضو کلوپ اهل قلم بود که اولین کلوب روشنفکری در خاور میانه محسوب می‌شود بود؛ و به جمال عبدالناصر رهبر ملی مصر علاقه بسیار داشت و او را شخصیتی که بیشترین تأثیر را در منطقه و بین مردم این منطقه داشته می‌دانست.

## تألیفات
نایف حواتمه تعدادی کتاب تألیف کرده است که مهم‌ترین آنها عبارتند از: حول بحران جنبش مقاومت فلسطین، حمله سپتامبر و مقاومت فلسطین، دولت موقت انقلابی، مأموریت‌های انقلاب فلسطین بعد از جنگ لبنان و درگیری‌های بیروت، اسلو و صلح متوازن.